# Cebularz

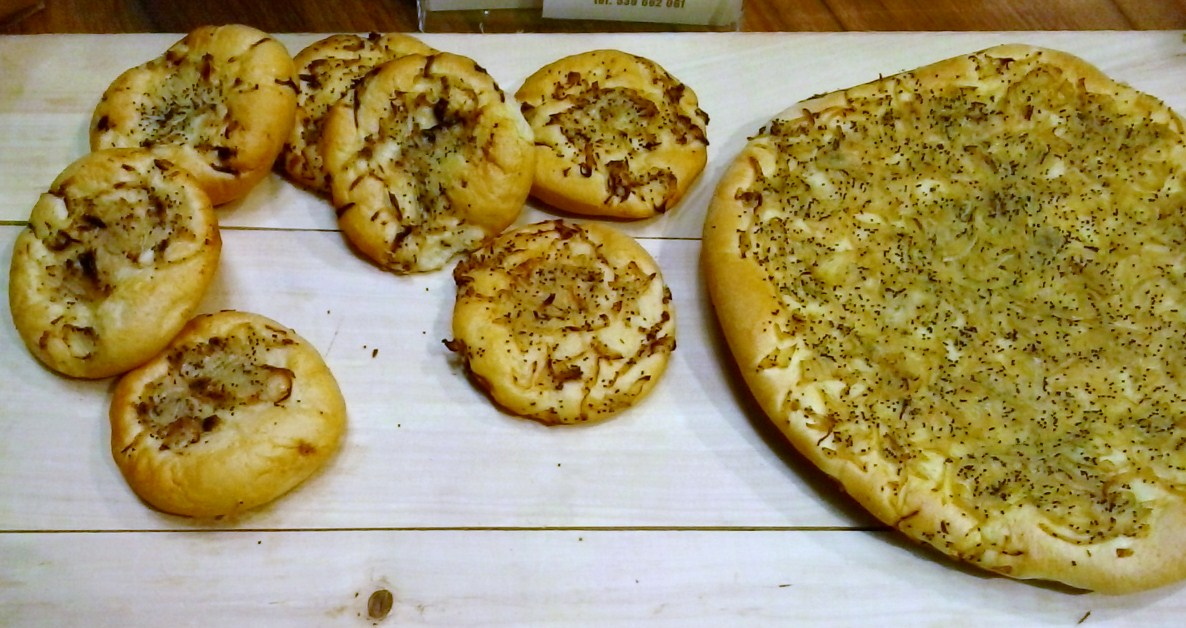
Cebularz

Cebularz ist ein Zwiebelgebäck aus der jüdischen Küche mit einem Durchmesser von 15 bis 20 Zentimetern, bedeckt mit Zwiebeln und Mohn, charakteristisch für die polnische Region Lublin. 
Das Rezept stammt aus dem 19. Jahrhundert. Bereits vor dem Zweiten Weltkrieg war es eine berühmte Delikatesse in der ganzen Lubliner Region. Mittlerweile ist es ein in ganz Polen bekanntes Gebäck. Im Jahr 2007 nahm das polnische Ministerium für Landwirtschaft und ländliche Entwicklung das als „regionales Erzeugnis“ (Produkty regionalne) eingestuftes Gebäck in die „Liste der traditionellen Erzeugnisse“ (Lista produktów tradycyjnych) auf. Seit 2014 gehört es in der EU zu den polnischen Produkten mit geschützter Herkunftsbezeichnung.